# アルベルト・シェフレ

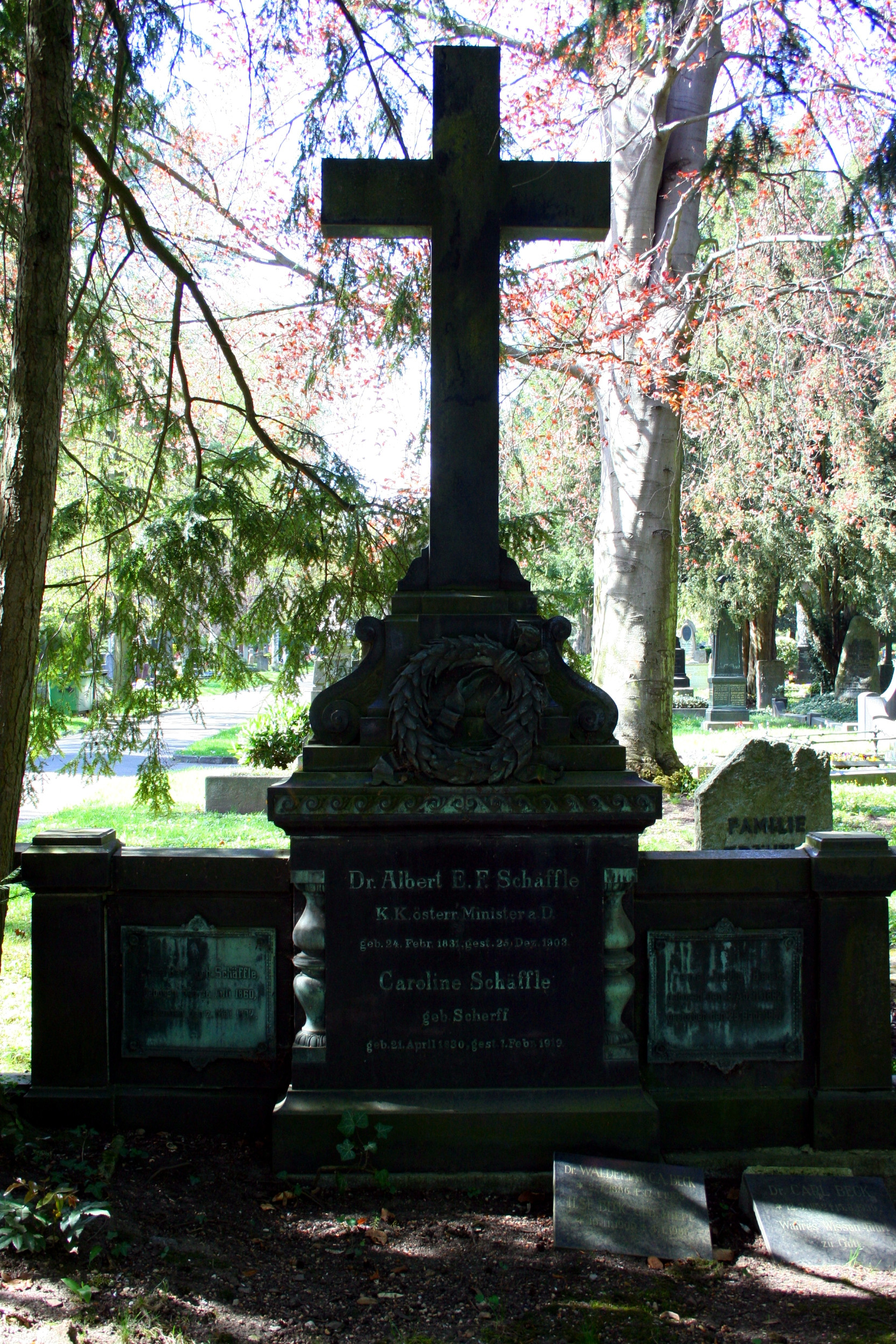
シュトゥットガルトにあるアルベルト・シェフレの墓

アルベルト・エーベルハルト・フリードリッヒ・シェフレ（Albert Eberhard Friedrich Schäffle、1831年2月24日 - 1903年12月25日）は、ドイツの国民経済学者、社会学者、時事評論家(Publizist)。

## 生い立ちと職歴
シェフレは南西ドイツのニュルティンゲンに生まれ、同地のラテン語学校(Lateinschule)に学び、全国試験を受け、1844年から1848年までシェーンタールの福音派神学校で学んだ。1848年以降は、テュービンゲンの福音派神学校(Evangelisches Tübinger Stift)で神学を学んでいたが、バーデン地方の反乱を支持したとして、強制退学させられた。1849年から1850年にかけての短い期間、家庭教師となった後、1850年からシュヴァーベン地方の新聞『Schwäbischen Merkur』の編集部に入り、1860年までそこに所属した。この間、シェフレは1855年に高等官僚の試験を受けた。1856年には、テュービンゲン大学の国家学部(Staatswissenschaftlichen Fakultät)から博士号を取得し、1860年にはテュービンゲン大学の国民経済学の教授となった。1868年、シェフレはウィーン大学の政治学の教授に転じた。後には、教職を辞してシュトゥットガルトに隠棲し、執筆に専念した。シェフレは1903年にシュトゥットガルトで没した。

## 政治
1862年から1865年にかけて、シェフレはドイツ連邦の一員となっていたヴュルテンベルク王国の議会(Württembergische Landstände)の議員となり、1968年にはヴュルテンベルク第3選挙区（ウルム、ラウプハイム、ビベラハ）から、ドイツ関税同盟の関税同盟議会(Zollparlament)の議員に選出された。1971年の2月から10月にかけて、シェフレはオーストリアの商務大臣を務めたが、この時の経験について「あそこほど沢山のならず者が群がっているところはなかった」と後に記している。1881年から1882年にかけて、シェフレはドイツ帝国宰相オットー・フォン・ビスマルクの下で、社会立法(Sozialgesetzgebung)の取り組みに参与し、特に労働者の保険制度に創設に関わった。

## 著書
- Die nationalökonomische Theorie der ausschließenden Absatzverhältnisse (1867)
- Kapitalismus und Sozialismus (1870)
- Das gesellschaftliche System der menschlichen Wirtschaft (1873; 2 Bände)
- Die Quintessenz des Sozialismus (1874) Digitalisat auf archive.org (PDF; 14 MB)
- Bau und Leben des sozialen Körpers (1875–78; 4 Bände)
- Encyklopädie der Staatslehre (1878)
- Grundsätze der Steuerpolitik (1880)
- Die Aussichtslosigkeit der Sozialdemokratie (1885)
- Gesammelte Aufsätze (1885–87; 2 Bände)
- Zum Kartellwesen und zur Kartellpolitik, in: Zeitschrift für die gesamte Staatswissenschaft, 54 (1898), S. 467-528.
- Aus meinem Leben (1905)
- Abriss der Soziologie (1906)

1860年から1903年まで、シェフレは『Zeitschrift für die gesamte Staatswissenschaft』（「総合国家学雑誌」の意）の発行人であった。

## 顕彰
ニュルティンゲンとシュトゥットガルトの町は、アルベルト・シュルレを讃えて街路名にその名を付けている。エスリンゲン地区(Landkreis Esslingen)は、職業学校にシュルレの名を冠している（アルベルト・シュルレ学校ニュルティンゲン、Albert-Schäffle-Schule Nürtingen）。